# Église Notre-Dame-du-Bourg de Biron
L'église Notre-Dame-du-Bourg est une église catholique située à Biron, en France.

## Localisation
L'église est située dans le département français de la Dordogne, sur la commune de Biron.

## Historique
L'église paroissiale de Biron date des XIIe et XIIIe siècles. 
La façade occidentale a été reprise au XVIe siècle.
L'église est dédiée à Notre-Dame de l'Assomption.
Elle a été construite à la place d'une église prieurale dédiée à saint Michel qui dépendait de l'abbaye de Sarlat.
L'édifice est classé au titre des monuments historiques en 1961.

## Description
L'église a été construite suivant un plan en croix avec une abside en hémicycle. La nef a un plan carré. Elle est voûtée en berceau brisé. La croisée du transept a une voûte ogivale. Il est probable que ce type de voûte a dû succéder à une coupole.
Sur la façade occidentale a été aménagé un portail en plein cintre à trois voussures. Le portail est surmonté d'une rose. La façade se termine en clocher-mur.